# Garai István Levente
Garai István Levente (Berettyóújfalu, 1955. június 15. – Szeged, 2018. december 25.) magyar orvos, közgazdász, politikus, országgyűlési képviselő (MSZP).

## Életpályája
Apja idősebb Garai István tanár, édesanyja Szabó Erzsébet egészségügyi dolgozó. Általános iskolai tanulmányait Szankon, egyetemi tanulmányait először a Szegedi Egyetemen végezte, ahol 1979-ben szerzett orvosi diplomát. 1998-ban a Budapesti Közgazdaságtudományi Egyetemen egészségügyi menedzser, szakközgazdász, majd 2004-ben az Eötvös Loránd Tudományegyetem Jogi Továbbképző Intézetében  jogi szakokleveles orvos diplomát szerzett. Ezután Kiskunfélegyházán dolgozott.
Bács-Kiskun megyei politikusként 1994 és 1998 között, majd 2004 és 2014 között a Magyar Szocialista Párt országgyűlési képviselője volt.